# Amanda Kessel
Pour les articles homonymes, voir Kessel.
Amanda Kessel (née le 28 août 1991 à Madison dans l'État du Wisconsin) est une joueuse américaine de hockey sur glace évoluant dans la ligue élite féminine en tant qu'attaquante. Elle a remporté trois titres olympiques, deuxmédailles d'argent aux Jeux olympiques de Sotchi en 2014 et Jeux olympiques de Pékin en 2022 et une médaille d'or aux Jeux olympiques de Pyeongchang en 2018. Elle a également représenté les États-Unis dans sept championnats du monde, remportant quatre médailles d'or et trois médailles d'argent.

## Biographie

### Début en hockey et lycée
Avant d'entrer au lycée, Amanda Kessel fait partie de l'équipe bantam masculine des Madison Capitols. Pour la saison 2005-2006 elle participe à leur victoire au championnat régional puis national. Par la suite elle entre au lycée Sainte Mary Shattuck au Minnesota, comme d'autres joueurs et joueuses célèbres (Jocelyne et Monique Lamoureux).
En 2007, l'équipe de Sainte Mary capture le titre national pour les moins de 19 ans, Kessel inscrivant 102 points en 56 matchs. Lors de sa deuxième année, elle marque 44 buts et 56 aides pour 100 points. Elle atteint la barre des 100 points en tout juste 34 matchs et remporte un second titre national des moins de 19 ans. Pour la dernière saison, elle termine avec 122 points.

### Ligue universitaire
Par la suite, elle reste dans le Minnesota et joue pour les Golden Gophers du Minnesota. Le 1er octobre 2010, elle joue son premier match pour l'équipe et enregistre 4 points (2 buts et 2 aides) .  Sa première année se déroule dans la même lignée, Kessel inscrivant jusqu'à 5 points par match (dont 4 buts)  en novembre et enchainant les coups du chapeau en quelques matchs .
Au total, elle réalise six années universitaires. Les trois premières saisons lui permettent de démontrer ses qualités d'attaquante et sont accompagnées de régulière sélection en équipe nationale, elle termine même la saison 2013 avec le trophée Patty-Kazmaier et inscrit le but vainqueur du championnat du monde 2013.
Mais Amanda Kessel ne réalise sa dernière saison qu'en 2015-2016. En effet, lors de l'année de préparation olympique de 2014, elle souffre d'une commotion cérébrale lors d'un match de préparation pour les jeux de Sotchi, bien qu'elle reste dans l'effectif sélectionné et remporte une médaille d'argent . Pourtant les Golden Gophers annoncent le 10 septembre 2014 que Kessel ne jouera pas pour la saison 2014-2015 à la suite de symptômes persistants liés à sa commotion .  
Après plus d'un an loin des patinoires, l'équipe annonce le 21 juillet 2015 qu'Amanda ne jouera pas la saison suivante, toujours en raison d'ennuis de santé. Elle est alors déprimée et a perdu beaucoup de poids, notamment avec une fonte musculaire importante . Comme elle a déjà effectué deux années consécutives en statut de «Redshirt », c'est-à-dire sans jouer de matchs afin de ne pas perdre une saison d'éligibilité en sport universitaire, elle ne serait alors plus autorisée à poursuivre en ligue de hockey universitaire .  
Finalement, le 3 février 2016, soit à la moitié de la saison, Kessel retourne dans l'équipe après avoir repris l'entraînement en décembre . Malgré des premiers prognostiques peu encourageants, elle a poursuivi ses efforts notamment par une approche différente, grâce à l'appui de l'université de Pittsburgh, spécialisé dans les commotions cérébrales. Une approche plus active, nécessitant une exposition importante à des stimuli agressifs , a permis de diminuer ses symptômes et d'obtenir l'autorisation médicale nécessaire pour revenir au jeu . Kessel ne pensait alors jamais reprendre le hockey : « Je n'oublierai jamais lorsque le speaker a annoncé mon nom, j'avais vraiment les larmes aux yeux avant le match. C'était quelque chose de très émouvant. »
Un mois plus tard, elle inscrira le but gagnant en finale du Frozen four du championnat NCAA, permettant au Golden Gophers d'être champion national en 2016. 

### Ligue professionnelle
Kessel n'a pas pu être éligible au repêchage d'entrée lors de la création de la Ligue nationale de hockey féminin ; en effet, les règles stipulent qu'une joueuse doit entrer dans sa quatrième année universitaire (Senior year) pour être repêchée, or elle a terminé sa troisième année en 2013, lorsque la ligue n'existait pas encore. Ainsi en 2015, Amanda débutait sa sixième année universitaire pour sa quatrième saison de hockey seulement. A la place, elle fut signée en tant qu'agent libre par les Riveters de New-York le 1er mai 2016 , sur un salaire de 26 000 dollars, le plus important jamais signé en LNHF à cette date .
Kessel est nommée capitaine lors du second match des étoiles de la LNHF, inscrivant un coup du chapeau pendant celui-ci, le premier de l'histoire de la LNHF. Elle remporte également le titre de Most Valuable Player  pour l’événement. Après une année sans contrat dû aux préparations des Jeux olympiques 2018, elle signe à nouveau avec les Riveters pour la saison 2018-2019 .
Faisant partie des hockeyeuses boycottant la saison 2019-2020 à la suite de la fermeture de l'unique ligue canadienne, elle ne joue pas mais est sélectionnée  par la NHL pour le 65e match des étoiles dans l'épreuve du match féminine élite 3 contre 3 .

### En équipe nationale
Avant de faire partie de l'équipe nationale sénior des États-Unis, Kessel a été sélectionnée dans les équipes de moins de 18 ans et moins de 22 ans. Elle démarre en 2008, à l'occasion des championnats du monde des moins de 18 ans. En 2009, à l'occasion des championnats du monde des moins de 18 ans elle est nommée Meilleure attaquante du tournoi. Elle inscrit 6 buts et 13 assistances pour un total de 19 points, menant l'équipe des États-Unis. 
Par la suite, elle est sélectionnée en équipe nationale  et remporte deux titres de championne du monde en 2012 et 2013, deux coupes des quatre nations en 2011 et 2012 et une médaille d'argent à Sotchi en 2014. Puis sa carrière internationale est mise entre parenthèses à la suite de la commotion reçue lors de la préparation 2014. Au total elle rate deux années de sélection et en 2016, elle reprend contact avec la fédération des États-Unis . Bien que n'ayant pas encore retrouvé son niveau physique, les portes lui restent ouverte et elle est sélectionnée pour le championnat du monde 2017 où elle inscrit son premier but international en plus de trois ans . Retrouvant son niveau petit à petit, elle est choisie dans l'effectif qui effectue le voyage pour les Jeux olympiques de PyeongChang en 2018 où elle inscrit le but gagnant en tir de fusillade lors de la finale contre le Canada, permettant aux États-Unis de remporter leur premier médaille d'or olympique en 20 ans.

### Vie personnelle
Elle est la sœur de deux autres joueurs de hockey : Phil Kessel et Blake Kessel.
Son père, Phil Kessel Senior, a été repêché par les Redskins de Washington, une franchise de football américain, mais il n'a jamais joué, restant en réserve pour blessure pendant un an .

## Trophées et Honneurs personnels

### Ligue universitaire
- Joueuse offensive de la semaine de la division WCHA (Semaines du 12 Oct. et 21 Nov. 2011, 8 Fèv. 2012) [17],[18],[19]
- Trophée Patty Kazmaier en 2013 [20]
- Remporte le Championnat national NCAA division I en 2012, 2013 et 2016

### LNHF
- Sélectionnée pour le 2e match des étoiles de la LNHF et élue Meilleure joueuse de l'évenement.

### En équipe nationale
- Meilleure attaquante du tournoi lors des championnats du monde de moins de 18 ans en 2009 [21].
- Étoile du match contre le Canada (finale) lors du championnat du monde 2013.
- Nommée dans le Top 3 des joueuses américaines lors du championnat du monde 2013 et joueuse avec le plus d'assistances du tournoi.
- Nommée dans l'équipe étoiles pour les Jeux olympiques 2014.

## Statistiques

### En club
| Saison      | Équipe                      | Ligue       |                            | Saison régulière           | Saison régulière           | Saison régulière           | Saison régulière           | Saison régulière           |                            | Séries éliminatoires       | Séries éliminatoires       | Séries éliminatoires       | Séries éliminatoires | Séries éliminatoires |
| Saison      | Équipe                      | Ligue       | PJ                         | B                          | A                          | Pts                        | Pun                        | PJ                         | B                          | A                          | Pts                        | Pun                        |                      |                      |
| 2010-2011   | Golden Gophers du Minnesota | NCAA        | 36                         | 19                         | 31                         | 50                         | 20                         |                            |                            |                            |                            |                            |                      |                      |
| 2011-2012   | Golden Gophers du Minnesota | NCAA        | 41                         | 32                         | 48                         | 80                         | 17                         |                            |                            |                            |                            |                            |                      |                      |
| 2012-2013   | Golden Gophers du Minnesota | NCAA        | 46                         | 46                         | 55                         | 101                        | 25                         |                            |                            |                            |                            |                            |                      |                      |
| 2015-2016   | Golden Gophers du Minnesota | NCAA        | 13                         | 11                         | 6                          | 17                         | 4                          |                            |                            |                            |                            |                            |                      |                      |
| 2016-2017   | Metropolitan Riveters       | LNHF        | 8                          | 4                          | 14                         | 18                         | 4                          | 1                          | 0                          | 1                          | 1                          | 0                          |                      |                      |
| 2018-2019   | Metropolitan Riveters       | LNHF        | 13                         | 2                          | 15                         | 17                         | 6                          | 1                          | 0                          | 0                          | 0                          | 0                          |                      |                      |
| 2019-2020   | Indépendant                 | PWHPA       | Statistiques indisponibles | Statistiques indisponibles | Statistiques indisponibles | Statistiques indisponibles | Statistiques indisponibles | Statistiques indisponibles | Statistiques indisponibles | Statistiques indisponibles | Statistiques indisponibles | Statistiques indisponibles |                      |                      |
| 2020-2021   | New Hampshire               | PWHPA       | 6                          | 3                          | 2                          | 5                          | 0                          |                            |                            |                            |                            |                            |                      |                      |
| 2022-2023   | Team Adidas                 | PWHPA       | Statistiques indisponibles | Statistiques indisponibles | Statistiques indisponibles | Statistiques indisponibles | Statistiques indisponibles | Statistiques indisponibles | Statistiques indisponibles | Statistiques indisponibles | Statistiques indisponibles | Statistiques indisponibles |                      |                      |
| Totaux NCAA | Totaux NCAA                 | Totaux NCAA | 136                        | 108                        | 140                        | 248                        | 66                         |                            |                            |                            |                            |                            |                      |                      |
| Totaux LNHF | Totaux LNHF                 | Totaux LNHF | 21                         | 6                          | 29                         | 35                         | 10                         | 2                          | 0                          | 1                          | 1                          | 0                          |                      |                      |

### En équipe nationale
| Année | Équipe              | Compétition                      |   | PJ | B  | A  | Pts | Pun               |  | Résultat |
| 2008  | États-Unis - 18 ans | Championnat du monde - de 18 ans | 5 | 4  | 7  | 11 | 2   | Médaille d'or     |  |          |
| 2009  | États-Unis - 18 ans | Championnat du monde - de 18 ans | 5 | 6  | 13 | 19 | 2   | Médaille d'or     |  |          |
| 2012  | États-Unis          | Championnat du monde             | 5 | 3  | 7  | 10 | 0   | Médaille d'argent |  |          |
| 2013  | États-Unis          | Championnat du monde             | 5 | 2  | 6  | 8  | 0   | Médaille d'or     |  |          |
| 2014  | États-Unis          | Jeux olympiques                  | 5 | 3  | 3  | 6  | 0   | Médaille d'argent |  |          |
| 2017  | États-Unis          | Championnat du monde             | 5 | 1  | 5  | 6  | 0   | Médaille d'or     |  |          |
| 2018  | États-Unis          | Jeux olympiques                  | 5 | 0  | 1  | 1  | 0   | Médaille d'or     |  |          |
| 2019  | États-Unis          | Championnat du monde             | 7 | 3  | 2  | 5  | 0   | Médaille d'or     |  |          |
| 2021  | États-Unis          | Championnat du monde             | 7 | 0  | 4  | 4  | 0   | Médaille d'argent |  |          |
| 2022  | États-Unis          | Jeux olympiques                  | 7 | 3  | 5  | 8  | 0   | Médaille d'argent |  |          |
| 2022  | États-Unis          | Championnat du monde             | 7 | 6  | 11 | 17 | 4   | Médaille d'argent |  |          |
| 2023  | États-Unis          | Championnat du monde             | 7 | 5  | 4  | 9  | 4   | Médaille d'or     |  |          |